# Raúl Mera
Raúl Ebers Mera Pozzi (Montevideo, 14 de junio de 1936) es un exjugador de baloncesto uruguayo. Fue medalla de bronce con Uruguay en los Juegos Olímpicos de Melbourne 1956 y medalla de oro en el Campeonato Sudamericano de Baloncesto de 1955. Jugó siempre en el Club Atlético Stockolmo.